# 3593 Osip
3593 Osip је астероид главног астероидног појаса са средњом удаљеношћу од Сунца која износи 2,151 астрономских јединица (АЈ).
Апсолутна магнитуда астероида је 14,6.